# Simon Davies
Simon Davies (Haverfordwest, 23 ottobre 1979) è un allenatore di calcio ed ex calciatore gallese, di ruolo centrocampista.

## Carriera

### Club

#### Peterborough United
Nato a Haverfordwest, Davies ha giocato nelle giovanili del Wrexham, prima di entrare nel Peterborough United all'età di 15 anni. Qui si è rapidamente affermato come giocatore in prima squadra con il club, accumulando più di 50 presenze in prima squadra prima di compiere 20 anni. Dopo un periodo con il Manchester United nel luglio 1999, Davies viene acquistato dal Tottenham Hotspur insieme al compagno Matthew Etherington per 700.000 sterline, e giunge così a White Hart Lane il 31 dicembre 1999.

#### Tottenham Hotspur
Davies ha fatto il suo debutto con gli Spurs il 9 aprile 2000 durante la sconfitta per 2-0 contro il Liverpool.
Davies trascorre i primi mesi della stagione 2000-01 da riserva. Tuttavia, dopo essere diventato titolare per l'infortunio di Øyvind Leonhardsen, al quinto turno di FA Cup contro il Stockport County il 17 febbraio 2001 Davies va a segno per ben due volte. Questa partita ha segnato l'inizio della sua ascesa in prima squadra.
Durante cinque anni in cui Davies ha giocato per il Tottenham, durante i quali ha subito una serie di infortuni, ha collezionato 154 presenze e segnato 24 gol fra tutte le competizioni.

#### Everton
Il 26 maggio 2005, ha completato il trasferimento all'Everton per una cifra che può raggiungere i 4 milioni di sterline a seconda del numero delle partite giocate. Il trasferimento ha fatto sì che Davies abbia ricevuto la sua prima opportunità di giocare nella UEFA Champions League. Tuttavia la squadra non riesce a qualificarsi al torneo in quanto perde i preliminari contro il Villareal. Ha segnato il gol della vittoria contro il Birmingham City, che è stata anche prima vittoria dell'Everton in più di due mesi.

#### Fulham

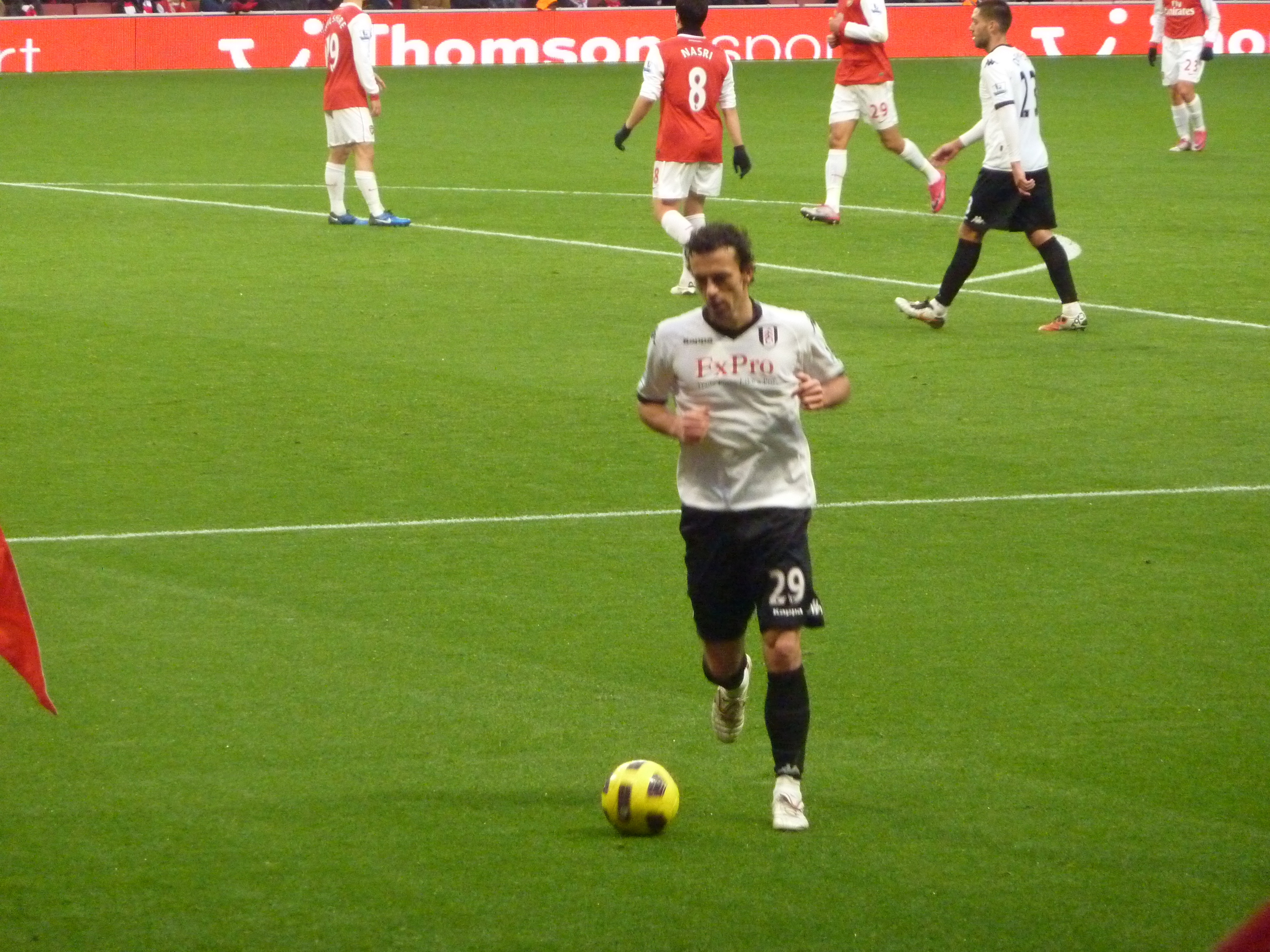
Davies si appresta a battere un calcio d'angolo con la maglia del Fulham

Nel gennaio 2007, ha lasciato l'Everton per il Fulham dove ha sostituito Steed Malbranque sul lato destro di centrocampo. Il 30 gennaio ha giocato la sua prima partita di Premiership contro lo Sheffield United.
Da quando è arrivato al Fulham, è diventato un pilastro del centrocampo contribuendo con alcuni gol spettacolari (ad esempio il calcio di punizione contro il Sunderland e un grandioso tiro dalla lunga distanza contro il Reading). La velocità di passo e il suo dinamismo lo hanno reso un beniamino del pubblico. Simon Davies è stato votato come miglior giocatore del Fulham della stagione nella stagione 2007-2008.
Nel 2010 Davies è stato protagonista di una stagione che ha portato il Fulham a disputare la finale di Europa League contro l'Atlético Madrid. Qui ha segnato il gol del momentaneo 1-1 nella partita che si è conclusa con la sconfitta della sua squadra nei tempi supplementari grazie al gol di Diego Forlán.
Il 16 agosto 2010 Davies ha firmato un nuovo contratto con il Fulham che lo impegna fino al 2013. Al termine del contratto è tornato per un breve periodo al Solva, per poi ritirarsi dal calcio giocato.

#### Nazionale

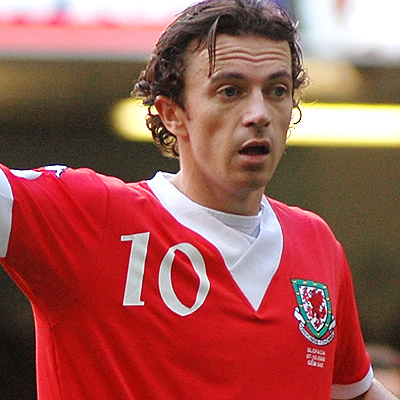
Davies con la maglia del Galles

Davies ha fatto il suo esordio per il Galles in partita di qualificazione per la Coppa del Mondo contro l'Ucraina il 6 giugno 2001.
La sua migliore prestazione con la maglia del suo paese è avvenuta il 16 ottobre 2002, quando ha segnato un gol nella vittoria per 2-1 sull'Italia in una gara valida per le qualificazioni a Euro 2004. Nel corso delle qualificazioni ha segnato altre 2 reti, entrambe nei confronti contro la Finlandia (vittoria per 0-2 dei gallesi all'andata, 1-1 al ritorno). Grazie al suo goal nell'1-1 contro i finlandesi il Galles si qualifica per i play-off in cui la squadra (in assenza di Davies infortunato) si deve arrendere alla Russia.
Il 17 novembre 2007 ha indossato per la prima volta la fascia da capitano nel pareggio per 2-2 contro l'Irlanda.
Ha annunciato il suo ritiro dal calcio internazionale il 9 agosto 2010. Complessivamente Davies col Galles vanta 58 partite giocate e 6 gol segnati.

## Dopo il ritiro
L'8 agosto 2018 viene annunciato il suo ritorno (non da calciatore) al Fulham.
Di lì a poco diventa allenatore nel settore giovanile del Peterborough Utd.

## Statistiche

### Cronologia presenze e reti in nazionale
| Cronologia completa delle presenze e delle reti in nazionale ― Galles | Cronologia completa delle presenze e delle reti in nazionale ― Galles | Cronologia completa delle presenze e delle reti in nazionale ― Galles | Cronologia completa delle presenze e delle reti in nazionale ― Galles | Cronologia completa delle presenze e delle reti in nazionale ― Galles | Cronologia completa delle presenze e delle reti in nazionale ― Galles | Cronologia completa delle presenze e delle reti in nazionale ― Galles | Cronologia completa delle presenze e delle reti in nazionale ― Galles |
| Data                                                                  | Città                                                                 | In casa                                                               | Risultato                                                             | Ospiti                                                                | Competizione                                                          | Reti                                                                  | Note                                                                  |
| --------------------------------------------------------------------- | --------------------------------------------------------------------- | --------------------------------------------------------------------- | --------------------------------------------------------------------- | --------------------------------------------------------------------- | --------------------------------------------------------------------- | --------------------------------------------------------------------- | --------------------------------------------------------------------- |
| 28-3-2001                                                             | Cardiff                                                               | Galles                                                                | 1 – 1                                                                 | Ucraina                                                               | Qual. Mondiali 2002                                                   | -                                                                     | 54’                                                                   |
| 6-6-2001                                                              | Donec'k                                                               | Ucraina                                                               | 1 – 1                                                                 | Galles                                                                | Qual. Mondiali 2002                                                   | -                                                                     |                                                                       |
| 1-9-2001                                                              | Swansea                                                               | Galles                                                                | 0 – 0                                                                 | Armenia                                                               | Qual. Mondiali 2002                                                   | -                                                                     |                                                                       |
| 5-9-2001                                                              | Oslo                                                                  | Norvegia                                                              | 3 – 2                                                                 | Galles                                                                | Qual. Mondiali 2002                                                   | -                                                                     | 77’                                                                   |
| 6-10-2001                                                             | Cardiff                                                               | Galles                                                                | 1 – 0                                                                 | Bielorussia                                                           | Qual. Mondiali 2002                                                   | -                                                                     |                                                                       |
| 13-2-2002                                                             | Cardiff                                                               | Galles                                                                | 1 – 1                                                                 | Argentina                                                             | Amichevole                                                            | -                                                                     |                                                                       |
| 27-3-2002                                                             | Cardiff                                                               | Galles                                                                | 0 – 0                                                                 | Rep. Ceca                                                             | Amichevole                                                            | -                                                                     |                                                                       |
| 14-5-2002                                                             | Wrexham                                                               | Galles                                                                | 1 – 0                                                                 | Germania                                                              | Amichevole                                                            | -                                                                     |                                                                       |
| 21-8-2002                                                             | Varaždin                                                              | Croazia                                                               | 1 – 1                                                                 | Galles                                                                | Amichevole                                                            | 1                                                                     |                                                                       |
| 7-9-2002                                                              | Helsinki                                                              | Finlandia                                                             | 0 – 2                                                                 | Galles                                                                | Qual. Euro 2004                                                       | 1                                                                     |                                                                       |
| 16-10-2002                                                            | Cardiff                                                               | Galles                                                                | 2 – 1                                                                 | Italia                                                                | Qual. Euro 2004                                                       | 1                                                                     |                                                                       |
| 20-11-2002                                                            | Baku                                                                  | Azerbaigian                                                           | 0 – 2                                                                 | Galles                                                                | Qual. Euro 2004                                                       | -                                                                     |                                                                       |
| 12-2-2003                                                             | Cardiff                                                               | Galles                                                                | 2 – 2                                                                 | Bosnia ed Erzegovina                                                  | Amichevole                                                            | -                                                                     |                                                                       |
| 29-3-2003                                                             | Cardiff                                                               | Galles                                                                | 4 – 0                                                                 | Azerbaigian                                                           | Qual. Euro 2004                                                       | -                                                                     |                                                                       |
| 26-5-2003                                                             | San Jose                                                              | Stati Uniti                                                           | 2 – 0                                                                 | Galles                                                                | Amichevole                                                            | -                                                                     |                                                                       |
| 20-8-2003                                                             | Belgrado                                                              | Serbia e Montenegro                                                   | 1 – 0                                                                 | Galles                                                                | Qual. Euro 2004                                                       | -                                                                     |                                                                       |
| 6-9-2003                                                              | Milano                                                                | Italia                                                                | 4 – 0                                                                 | Galles                                                                | Qual. Euro 2004                                                       | -                                                                     |                                                                       |
| 10-9-2003                                                             | Cardiff                                                               | Galles                                                                | 1 – 1                                                                 | Finlandia                                                             | Qual. Euro 2004                                                       | 1                                                                     |                                                                       |
| 18-2-2004                                                             | Cardiff                                                               | Galles                                                                | 4 – 0                                                                 | Scozia                                                                | Amichevole                                                            | -                                                                     | 33’                                                                   |
| 9-10-2004                                                             | Manchester                                                            | Inghilterra                                                           | 2 – 0                                                                 | Galles                                                                | Qual. Mondiali 2006                                                   | -                                                                     |                                                                       |
| 13-10-2004                                                            | Cardiff                                                               | Galles                                                                | 2 – 3                                                                 | Polonia                                                               | Qual. Mondiali 2006                                                   | -                                                                     |                                                                       |
| 9-2-2005                                                              | Cardiff                                                               | Galles                                                                | 2 – 0                                                                 | Ungheria                                                              | Amichevole                                                            | -                                                                     |                                                                       |
| 26-3-2005                                                             | Wrexham                                                               | Galles                                                                | 0 – 2                                                                 | Austria                                                               | Qual. Mondiali 2006                                                   | -                                                                     | 75’                                                                   |
| 30-3-2005                                                             | Salisburgo                                                            | Austria                                                               | 1 – 0                                                                 | Galles                                                                | Qual. Mondiali 2006                                                   | -                                                                     |                                                                       |
| 3-9-2005                                                              | Cardiff                                                               | Galles                                                                | 0 – 1                                                                 | Inghilterra                                                           | Qual. Mondiali 2006                                                   | -                                                                     | 70’                                                                   |
| 7-9-2005                                                              | Varsavia                                                              | Polonia                                                               | 1 – 0                                                                 | Galles                                                                | Qual. Mondiali 2006                                                   | -                                                                     |                                                                       |
| 8-10-2005                                                             | Belfast                                                               | Irlanda del Nord                                                      | 2 – 3                                                                 | Galles                                                                | Qual. Mondiali 2006                                                   | 1                                                                     |                                                                       |
| 12-10-2005                                                            | Cardiff                                                               | Galles                                                                | 2 – 0                                                                 | Azerbaigian                                                           | Qual. Mondiali 2006                                                   | -                                                                     |                                                                       |
| 1-3-2006                                                              | Cardiff                                                               | Galles                                                                | 0 – 0                                                                 | Paraguay                                                              | Amichevole                                                            | -                                                                     | 76’                                                                   |
| 27-5-2006                                                             | Graz                                                                  | Galles                                                                | 2 – 1                                                                 | Trinidad e Tobago                                                     | Amichevole                                                            | -                                                                     | 78’                                                                   |
| 15-8-2006                                                             | Swansea                                                               | Galles                                                                | 0 – 0                                                                 | Bulgaria                                                              | Amichevole                                                            | -                                                                     |                                                                       |
| 2-9-2006                                                              | Teplice                                                               | Rep. Ceca                                                             | 2 – 1                                                                 | Galles                                                                | Qual. Euro 2008                                                       | -                                                                     |                                                                       |
| 5-9-2006                                                              | Londra                                                                | Galles                                                                | 0 – 2                                                                 | Brasile                                                               | Amichevole                                                            | -                                                                     | 68’                                                                   |
| 7-10-2006                                                             | Cardiff                                                               | Galles                                                                | 1 – 5                                                                 | Slovacchia                                                            | Qual. Euro 2008                                                       | -                                                                     | 68’ 88’                                                               |
| 11-10-2006                                                            | Cardiff                                                               | Galles                                                                | 3 – 1                                                                 | Cipro                                                                 | Qual. Euro 2008                                                       | -                                                                     |                                                                       |
| 14-11-2006                                                            | Wrexham                                                               | Galles                                                                | 4 – 0                                                                 | Liechtenstein                                                         | Amichevole                                                            | -                                                                     | 85’                                                                   |
| 6-2-2007                                                              | Belfast                                                               | Irlanda del Nord                                                      | 0 – 0                                                                 | Galles                                                                | Amichevole                                                            | -                                                                     |                                                                       |
| 24-3-2007                                                             | Dublino                                                               | Irlanda                                                               | 1 – 0                                                                 | Galles                                                                | Qual. Euro 2008                                                       | -                                                                     |                                                                       |
| 28-3-2007                                                             | Cardiff                                                               | Galles                                                                | 3 – 0                                                                 | San Marino                                                            | Qual. Euro 2008                                                       | -                                                                     |                                                                       |
| 26-5-2007                                                             | Wrexham                                                               | Galles                                                                | 2 – 2                                                                 | Nuova Zelanda                                                         | Amichevole                                                            | -                                                                     | 76’                                                                   |
| 2-6-2007                                                              | Cardiff                                                               | Galles                                                                | 0 – 0                                                                 | Rep. Ceca                                                             | Qual. Euro 2008                                                       | -                                                                     |                                                                       |
| 22-8-2007                                                             | Burgas                                                                | Bulgaria                                                              | 0 – 1                                                                 | Galles                                                                | Amichevole                                                            | -                                                                     | 60’                                                                   |
| 8-9-2007                                                              | Cardiff                                                               | Galles                                                                | 0 – 2                                                                 | Germania                                                              | Qual. Euro 2008                                                       | -                                                                     | 79’                                                                   |
| 12-9-2007                                                             | Trnava                                                                | Slovacchia                                                            | 2 – 5                                                                 | Galles                                                                | Qual. Euro 2008                                                       | 1                                                                     |                                                                       |
| 13-10-2007                                                            | Nicosia                                                               | Cipro                                                                 | 3 – 1                                                                 | Galles                                                                | Qual. Euro 2008                                                       | -                                                                     |                                                                       |
| 17-10-2007                                                            | Serravalle                                                            | San Marino                                                            | 1 – 2                                                                 | Galles                                                                | Qual. Euro 2008                                                       | -                                                                     |                                                                       |
| 17-11-2007                                                            | Cardiff                                                               | Galles                                                                | 2 – 2                                                                 | Irlanda                                                               | Qual. Euro 2008                                                       | -                                                                     | cap.                                                                  |
| 21-11-2007                                                            | Francoforte sul Meno                                                  | Germania                                                              | 0 – 0                                                                 | Galles                                                                | Qual. Euro 2008                                                       | -                                                                     | cap.                                                                  |
| 6-2-2008                                                              | Wrexham                                                               | Galles                                                                | 3 – 0                                                                 | Norvegia                                                              | Amichevole                                                            | -                                                                     | cap. 59’                                                              |
| 26-3-2008                                                             | Lussemburgo                                                           | Lussemburgo                                                           | 0 – 2                                                                 | Galles                                                                | Amichevole                                                            | -                                                                     | cap.                                                                  |
| 20-8-2008                                                             | Swansea                                                               | Galles                                                                | 1 – 2                                                                 | Georgia                                                               | Amichevole                                                            | -                                                                     | cap.                                                                  |
| 6-9-2008                                                              | Cardiff                                                               | Galles                                                                | 1 – 0                                                                 | Azerbaigian                                                           | Qual. Mondiali 2010                                                   | -                                                                     | cap.                                                                  |
| 10-9-2008                                                             | Mosca                                                                 | Russia                                                                | 2 – 1                                                                 | Galles                                                                | Qual. Mondiali 2010                                                   | -                                                                     | cap.                                                                  |
| 11-10-2008                                                            | Cardiff                                                               | Galles                                                                | 2 – 0                                                                 | Liechtenstein                                                         | Qual. Mondiali 2010                                                   | -                                                                     |                                                                       |
| 15-10-2008                                                            | Mönchengladbach                                                       | Germania                                                              | 1 – 0                                                                 | Galles                                                                | Qual. Mondiali 2010                                                   | -                                                                     |                                                                       |
| 28-3-2009                                                             | Cardiff                                                               | Galles                                                                | 0 – 2                                                                 | Finlandia                                                             | Qual. Mondiali 2010                                                   | -                                                                     |                                                                       |
| 1-4-2009                                                              | Cardiff                                                               | Galles                                                                | 0 – 2                                                                 | Germania                                                              | Qual. Mondiali 2010                                                   | -                                                                     | Cap.                                                                  |
| 3-3-2010                                                              | Swansea                                                               | Galles                                                                | 0 – 1                                                                 | Svezia                                                                | Amichevole                                                            | -                                                                     | 63’                                                                   |
| Totale                                                                |                                                                       | Presenze                                                              | 58                                                                    |                                                                       | Reti                                                                  | 6                                                                     |                                                                       |

## Palmarès

### Individuale
- Calciatore gallese dell'anno: 2

2002, 2008